# Znak pokoju (singel Virgin)
Znak pokoju – singel polskiej grupy muzycznej Virgin, wydany w 2005 nakładem wydawnictwa muzycznego Universal Music Polska. Singel został wydany w celach promujących trzeci album studyjny zespołu Ficca.
Singel nagrywano w Izabelin Studio w Izabelinie pod Warszawą. Do utworu został nakręcony teledysk w reżyserii Tadeusza Śliwy.
Po premierze piosenki niektóre portale internetowe poinformowały o możliwym plagiacie i naruszeniu praw autorskich. Mówiono o podobieństwie do utworu Bryana Adamsa „Heaven”. Autorzy kompozycji zaprzeczyli jednak rzekomym oskarżeniom w specjalnie wydanym oświadczeniu. Wydawnictwo Universal Music Polska uznało, że oświadczenie twórców utworu jest wiarygodne i je potwierdziło. 
Utwór zwyciężył w konkursie o Słowika Publiczności podczas Sopot Festival w 2005. Piosenkę wykonano również w 2009 na tym samym festiwalu, podczas części koncertu laureatów nagród publiczności. Wykonanie utworu znalazło się także na koncertowym wydawnictwie Dody Fly High Tour – Doda Live (2013), pod nazwą „Set Rockowy”, który składa się z medley’u piosenek „Znak pokoju” i „Mam tylko ciebie”.

## Lista utworów
1. „Znak pokoju” – 4:01[9][10]